# The Predator Is Back
The Predator Is Back to mixtape amerykańskiego rapera Big Mike’a zawierający głównie piosenki Jadakissa. Na pierwszym planie okładki widać Jadakissa w stroju kosmicznego marine, rodem ze słynnego horroru pt. Alien. Za nim stoi tytułowy Predator.

## Lista utworów
1. „The Predator’s Back” (Intro) (Jadakiss)
2. „Last Days” (Jadakiss)
3. „Ride Around Shining” (Jadakiss)
4. „Pay Attention” (Jadakiss)
5. „It's Me Bitches” (Remix Pt.2) (Jadakiss & Sheek Louch)
6. „Go Getter” (Remix) (Jadakiss, Young Jeezy, R. Kelly & Bun B)
7. „We Good” (Skit) (Jadakiss)
8. „We're Back” (The Lox)
9. „New York” (Jadakiss, Fat Joe, Ja Rule & DJ Khaled)
10. „Throw Em Under The Bus” (Jadakiss featuring Nore & Kurupt)
11. „Hip Hop” (Remix) (Jadakiss, Joel Ortiz & Saigon)
12. „Salute” (Jadakiss, The Game & Nova)
13. „The Game's Fucked Up” (Skit) (Jadakiss)
14. „Games People Play” (Remix) (Jadakiss & Styles P)
15. „Big Mike Gettin Money” (Skit) (Jadakiss)
16. „Heaven” (Remix) (Jadakiss & John Legend)
17. „International” (Jadakiss & Teedra Moses)
18. „Al Queda Is Comin” (Outro) (Jadakiss)
19. „The Come Up DVD & MixTrap.com” (Outro)